# Ilha de Xefina
Ilhas de Xefina, ou Ilhas Xefina, são três pequenas ilhas estuarinas, Xefina Grande, Xefina Pequena e Xefina do Meio situadas da foz do rio Incomati até ao noroeste da Baía de Maputo.
A Xefina Grande, com cerca de 6,2 km² de área, está localizada a nordeste da cidade de Maputo, a cerca de 5 km da praia da Costa do Sol, e integrada na unidade administrativa da capital moçambicana. A ilha Xefina Pequena é uma zona de baixios lodosos, com uma parte emersa vegetada, situada a nordeste da ilha Xefina Grande directamente frente à foz do rio Incomati. As ilhas constituem afloramentos de uma extensa zona sedimentar protegida da erosão directa da ondulação do Oceano Índico por um longo cordão dunar sito imediatamente a leste das ilhas. A zona central das Xefinas está localizadas nas coordenadas geográficas 25° 50' 21 S e 32° 42' 58 E (no sistema decimal: -25.83917 e 32.71611). A proximidade a terra e as extensas áreas de sedimento lodoso permitem que nas marés vivas seja possível caminhar até à ilha, pese embora o risco de se ser apanhado pela subida das águas.
As ilhas Xefinas, apesar da sua pequena área, apresentam um elevado potencial florístico, com um coberto vegetal onde as espécies que mais ocorrem são Mimusops caffra E.Mey. ex A.DC. (Sapotaceae), Carpobrotus dimidiatus (Haw.) L. Bolus (Aizoaceae), Helichrysum kraussii (Asteraceae), Ceriops tagal (Rhizophoraceae) e Diospyros rotundifolia (Ebenaceae). Das espécies florísticas encontradas constatou-se que os arbustos possuem uma altura que varia de 0.2 m a 2.5 m, enquanto que as árvores variam de 5 m a 8 m de altura, sendo os arbustos a categoria com maior frequência de ocorrência. O diâmetro das árvores varia de 12 cm a 83 cm, enquanto nos arbustos varia de 1 cm a 32 cm. As formações vegetais da periferia da ilha Xefina Grande e a quase totalidade da área emersa da ilha Xefina Pequena podem ser classificadas como mangais dominados pelas espécies Avicennia marina e Rhizophora mucronata.
Os recifes que circundam estas ilhas são considerados como os mais meridionais de África, oferecendo grande interesse para a conservação da natureza dada a sua grande biodiversidade.
A ilha sofre de erosão costeira, a qual tem vindo a diminuir a área da ilha e a destruir as estruturas existentes. Outro sério problema ambiental é a redução do número de espécies vegetais presentes e a invasão dos mangais degradados por espécies exóticas, com destaque para a Phragmites autralis. Um dos agentes causadores do aumento dos problemas ambientais é a população tanto da ilha como da cidade de Maputo, que usa a flora da ilha como fonte de combustível e material de construção.
A ilha de Xefina é conhecida por ali terem sido encarcerados vários nacionalistas moçambicanos, que se opunham ao regime colonial português e anteriormente como lugar de prisão e desterro, incluindo dos ferroviários que lideraram a greve que em 1926 paralisou os caminhos-de-ferro em Moçambique.
Quando a 22 de Outubro de 1833 as forças nguni comandadas por Soshangane conseguiram conquistar a fortaleza de Lourenço Marques, chacinando a sua guarnição, foi na ilha Xefina que o seu governador português, Dionísio António Ribeiro, se refugiou. Mesmo assim, o refúgio na ilha foi insuficiente, já que o governador foi capturado e morto.
Está projectado o desenvolvimento de um grande projecto de desenvolvimento turístico que inclui a construção de uma ponte rodoviária entre a praia da Costa do sol e a ilha, aproveitando o cordão dunar existente.